# José Míguez Bonino
José Míguez Bonino (Rosario, 5 de marzo de 1924 - Tandil, 1 de julio de 2012) fue un teólogo argentino.

## Biografía
Hijo de trabajadores que ingresaron a la Iglesia Metodista, en la cual José Miguez participó activamente desde su juventud.
Hizo sus estudios universitarios en Buenos Aires, en la Facultad Evangélica de Teología, entre 1943 y 1948, participó del trabajo eclesial en Bolivia y tras obtener la licenciatura ejerció el pastorado en Mendoza. Viajó a Estados Unidos, para estudiar una maestría en la Candler School of Theology, de Atlanta. Fue profesor de Teología dogmática, en Buenos Aires entre 1954 y 1958. Luego estudió en el Union Theological Seminary de Nueva York, donde obtuvo el doctorado en 1960, con una tesis acerca del ecumenismo.
Fue nombrado Director de la, entonces, Facultad Evangélica de Teología, en 1961 que al unirse con la Facultad Luterana de Teología formó lo que es hoy el Instituto Superior Evangélico de Estudios Teológicos ISEDET, en el cual se desempeñó como director de estudios de postgrado. Mientras tanto, fue también pastor titular de la Iglesia Metodista de Buenos Aires. Durante el Concilio Vaticano II fue el único observador protestante latinoamericano.
Entre 1961 y 1977 formó parte del Movimiento Ecuménico de la Comisión de Fe y Doctrina del Consejo Mundial de Iglesias (CMI), y en entre 1975 y 1983 fue uno de los integrantes de la Presidencia del CMI. Fue también secretario ejecutivo de la Asociación Sudamericana de Instituciones Teológicas entre 1970 y 1976. En 1994, a pesar de no tener afiliación partidista, fue elegido para la Asamblea Constituyente que realizó la reforma constitucional argentina de 1994, en la que participó especialmente en los temas sociales y de derechos humanos. Es el abuelo de David Miguez Romero.

## Visión
Muy influido por las ideas del evangelio social. Compartió sin embargo las críticas de Ray Hollinworth al evangelio social, por su debilidad teológica y por el idealismo utópico que sostenían que el reino de Dios se está gestando en la historia humanas. Buscó ligar la concepción bíblica teológica evangélica, con la preocupación social en el ámbito cultural. La Teología de Karl Barth fue significativa en su formación, en tanto éste era un teólogo que había llamado a regresar a la Biblia, pero que al mismo tiempo participaba activamente en la lucha por la paz y contra el racismo.
Se le considera uno de los fundadores de la Teología de la Liberación latinoamericana, comprometido con una ética política centrada en los pobres y la defensa de los derechos humanos. Consideraba que "la teología de la liberación fue la respuesta de una generación de jóvenes católicos y evangélicos al llamado del Espíritu Santo hacia un renovado compromiso espiritual, ético y social con los pobres, el llamado a una nueva e integral evangelización". Ha sido abierto a una hermenéutica bíblica superadora del individualismo para ingresar en una "comunidad de interpretación".

## Libros principales
- ¿Qué significa ser iglesia de Cristo aquí, hoy? (1966). Methopress.
- Concilio abierto: una interpretación protestante del Concilio Vaticano II (1967). Editorial La Aurora.
- Integración humana y unidad Cristiana (1969). Seminario Evangélico de Puerto Rico.
- Crítica a la violencia en América Latina (1971). Junta Latino Americana de Iglesia y Sociedad,.
- Ama y haz lo que quieras: hacia una ética del hombre nuevo (1972). Editorial Escatón.
- Pueblo oprimido, señor de la historia (1972). Tierra Nueva.
- Espacio para ser hombres: una interpretación de la Biblia para nuestro mundo (1975). Tierra Nueva.
- Christians and Marxists: The mutual challenge for revolution (1975). Grand Rapids: Eerdmans.
- Jesús : ni vencido ni monarca celestial (1977). Tierra Nueva.
- La fe en busca de eficacia: una interpretación de la reflexión teológica latinoamericana de liberación (1977). Ediciones Sígueme.
- Puebla y Oaxtepec: una crítica protestante y católica (1980). Tierra Nueva.
- Toward a Christian Political Ethics (1982). Philadelphia: FortressPress
- Teología de la liberación (1986). Editorial Caribe.
- Para que tengan vida: encuentros con Jesús en el evangelio de Juan (1990, con Néstor Oscar Míguez). Junta General de Ministerios Globales, Iglesia Metodista Unida.
- The Dictionary of theEcumenical Movement (1991). Consejo Mundial de Iglesias; Grand Rapids: Eerdmans.
- Conflicto y unidad en la iglesia (1992). Sebila.
- Poder del evangelio y poder político: la participación de los evangélicos en la vida política en América Latina (1994). Kairós Ediciones.
- Rostros del protestantismo Latinoamericano (1995). William B. Eerdmans.